# Формінга

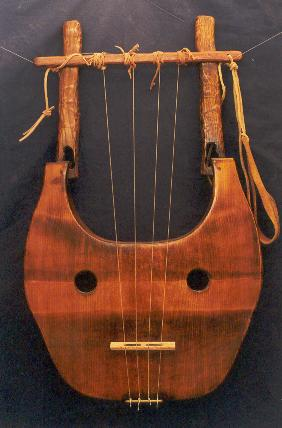
Формінга

Формі́нга, правильніше фо́рмінга (грец. φόρμιγξ, род. відм. φόρμιγγος) — найдавніший струнний інструмент давньогрецьких співаків, схожий на ліру або кіфару. Нерідко ці три інструменти вживаються у давньогрецькій літературі на позначення одного замість іншого.
Під час гри формінгу тримали за допомогою перев'язі, яку перекидають через плече. Формінга передавала ясні, прості, піднесені настрої і, не відрізняючись різноманітністю, звучністю і жвавістю, підходила до епічного складу пісні. Саме тому формінга вважалася інструментом аедів і була присвячена Аполлону. З часу Терпандра формінга, за переказами, виготовлялась із сімома струнами. Часто корпус формінги оформлювали різноманітними прикрасами.